# Fleranvändarsystem
Fleranvändarsystem avser ifråga om datateknik datorsystem som är avsedda att kunna användas av flera personer (användare) samtidigt.
Från att datorerna mer allmänt började användas interaktivt fram till att persondatorerna började dominera var det vanligt att samma dator användes av flera personer samtidigt. Varje användare satt vi en terminal med egen skärm och eget tangentbord, medan datorn genom multikörning betjänade en användare i taget och växlade mellan dessa. Eftersom en människa använder en stor del av tiden framför datorn till att läsa och tänka kan datorn oftast växla tillräckligt snabbt mellan de användare som behöver uppmärksamhet.
Också nu då de flesta har tillgång till en egen persondator behövs fleranvändarsystem för många speciella uppgifter, såsom ifråga om superdatorer, vars beräkningskapacitet skall kunna delas, eller databaser, som används av många. Behovet av fleranvändarsystem har minskats av att många resurser numera är tillgängliga via webben, men de flesta operativsystem för serverdatorer stöder historiskt flera samtidiga användare. Fleranvändarsystemets egenskaper är till nytta också vid administration och för resursdelning och kommunikation mellan serverprogrammen.
Den är motsatsen till enanvändarsystem, som oftast används när man talar om ett operativsystem är användbart endast av en person i taget, eller med hänvisning till ett avtal om en enanvändarprogramvarulicens. Fleranvändaroperativsystem som Unix har ibland ett enanvändarläge eller körläge tillgängligt för akut underhåll.